# RTP3
L'RTP3 és el canal temàtic de notícies de la televisió pública portuguesa, al mateix estil que el Canal 3/24 a Catalunya, Euronews a Europa, BBC News a les illes britàniques, Rai News 24 a Italia, CNews(Canal News) o France Info a França o TVE24Horas a Castella. Es pot veure per cable, Fibra i satèl·lit i per la TDT.
Les primeres emissions van debutar el 31 de maig del 2004 amb el nom d'RTPN, abreviació d'RTP Notícias (en portuguès, Ràdio i Televisió de Portugal Notícies). Emet des del Porto i pot veure's igualment a les regions autònomes dels Açores i Madeira.